# Jean Danguillaume
Jean Danguillaume (né le 31 octobre 1932 dans le 10e arrondissement de Paris) est un coureur cycliste français, principalement actif dans les années 1950,. Il a notamment remporté à trois reprises le Circuit de la Sarthe, épreuve dont il détient le record de victoires.
Ses frères Camille, André, Roland et Marcel ont également été coureurs cyclistes, tout comme ses neveux Jean-Pierre et Jean-Louis,.

## Palmarès
- 1952
  - Championnat de l'Orléanais
- 1954
  - Poitiers-Saumur-Poitiers
- 1955
  - 3e du Circuit des Deux Ponts
- 1956
  - Circuit de la Sarthe :
    - Classement général
    - 1re étape
- 1957
  - Tour d'Eure-et-Loir
  - Challenge de Précigné
  - 2e du Circuit des Deux Ponts
- 1958
  - Circuit de la Sarthe :
    - Classement général
    - 2e étape
- 1959
  - Circuit de la Sarthe[n 1] :
    - Classement général
    - 2e et 3e étapes

  - Challenge de Précigné
  - 3e du Circuit des Deux Ponts
- 1960
  - Circuit des Deux Ponts
- 1961
  - 1re et 3e étapes du Circuit de la Sarthe
  - Grand Prix de Montamisé
  - 3e du Tour du Loir-et-Cher
- 1962
  - 3e du Grand Prix de Montamisé